# Kreta-Beinwell
Der Kreta-Beinwell (Symphytum creticum) ist eine Pflanzenart aus der Gattung Beinwell (Symphytum) innerhalb der Familie der Raublattgewächse (Boraginaceae).

## Beschreibung

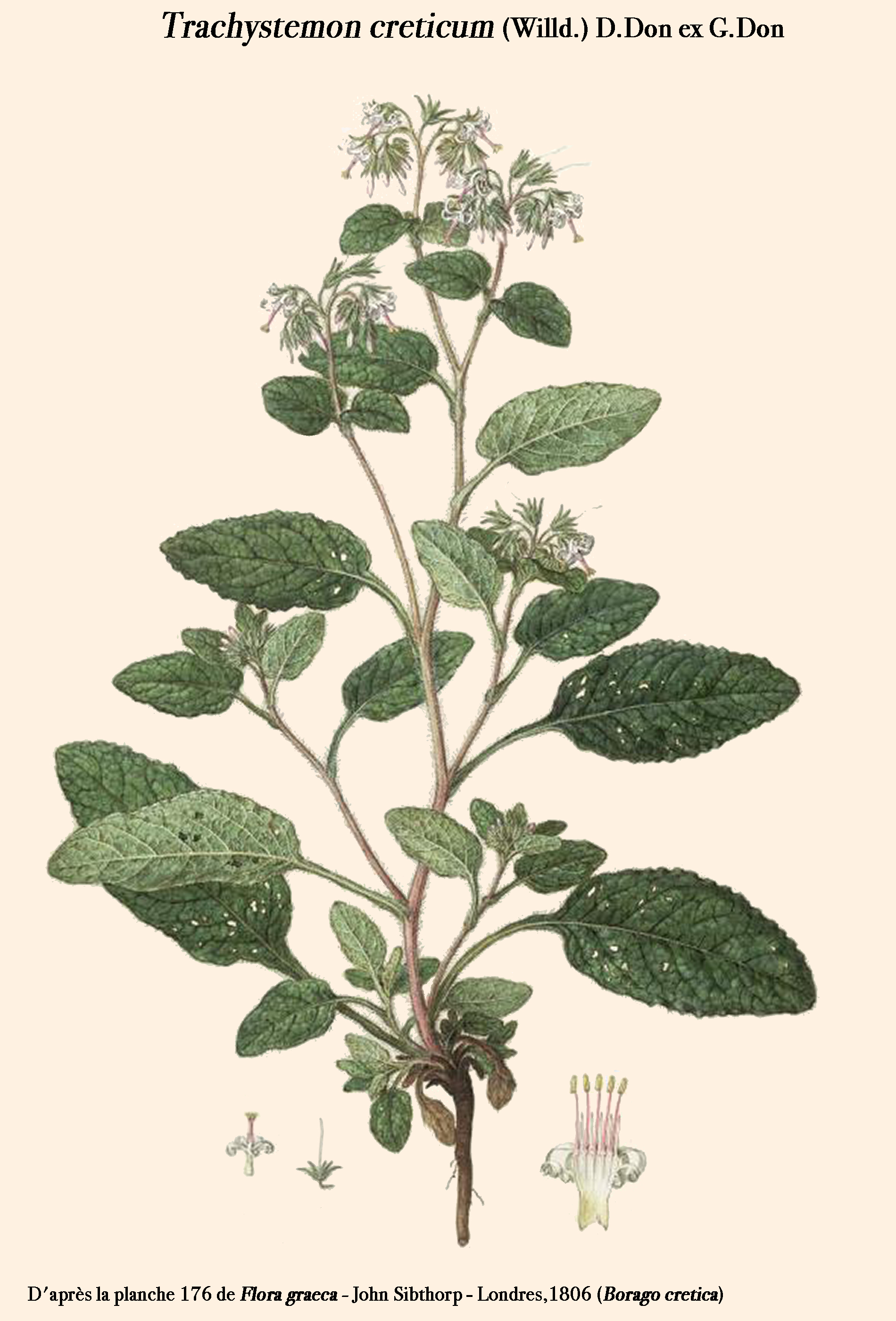
Illustration aus Flora graeca

### Vegetative Merkmale
Der Kreta-Beinwell ist eine ausdauernde krautige Pflanze, die Wuchshöhen von 10 bis 50 Zentimetern erreicht. Die Laubblätter sind kurz gestielt, eiförmig, borstig, die oberen sitzend und herablaufend und mit kurzen und langen hakigen und geraden Haaren besetzt.

### Generative Merkmale
Die Blütezeit liegt zwischen März und Mai. Viele Blüten sind in zymösen Blütenständen angeordnet.
Die zwittrigen Blüten sind fünfzählig mit doppelter Blütenhülle. Die fünf 4,5 bis 8 Millimeter langen Kelchblätter bis einem Fünftel oder bis zur Hälfte ihrer Länge verwachsen. Die behaarten Kelchzipfel sind spitzig. Die fünf blauvioletten oder weißen Kronblätter sind zu einer Kronröhre mit langen, aufrechten Schlundschuppen verwachsen.  Die fünf langen und linealischen, spreizenden und am oberen Ende zurückgebogenen, aber nicht spiralig gedrehten Kronzipfel sind länger als die Kronröhre. Die Staubblätter sind 9 bis 14 Millimeter lang und eingeschlossen, erscheinen aber vorstehend, ihre Staubbeutel sind 1,5 bis 3,5 Millimeter lang. Der längere Griffel mit minimaler Narbe ist vorstehend.
Es werden Klausen gebildet.

## Vorkommen
Der Kreta-Beinwell kommt nur im südlichen Griechenland und in Kreta vor.  Er wächst in Felsspalten und in Schluchten.

## Taxonomie
Die Erstveröffentlichung erfolgte 1798 unter dem Namen (Basionym) Borago cretica durch Carl Ludwig Willdenow unter dem  in Species Plantarum, 1, Seite 778. Die Neukombination zu Symphytum creticum (Willd.) Greuter & Rech.f. wurde 1967 durch Werner Greuter und Karl Heinz Rechinger in Flora der Insel Kythera, gleichzeitig Beginn einer nomenklatorischen Überprüfung der griechischen Gefässpflanzenarten. in Boissiera, Volume 13, Seite 100 veröffentlicht. Synonyme von Symphytum creticum (Willd.) Greuter & Rech.f. sind: Procopiania cretica (Willd.) Guşul., Psilostemon creticus (Willd.) DC., Trachystemon creticus (Willd.) G.Don.